# Serra-di-Fiumorbo
Serra-di-Fiumorbo (en idioma corso Urnasu) es una comuna y población de Francia, en la región de Córcega, departamento de Alta Córcega.
Su población en el censo de 1999 era de 205 habitantes.

## Demografía
| 266 | 292 | 214 | 201 | 205 | 256 |
| Para los censos de 1962 a 1999 la población legal corresponde a la población sin duplicidades (Fuente: INSEE [Consultar]) |     |     |     |     |     |